# Dynamo Kijów (koszykówka kobiet)
Dynamo Kijów (ukr. Жіночий баскетбольний клуб «Динамо» Київ, Żinoczyj Basketbolnyj Kłub "Dynamo" Kyjiw) – ukraiński klub koszykarski kobiet, mający siedzibę w mieście Kijów.

## Historia
Chronologia nazw:
- 1929: Dynamo Kijów (ukr. ЖБК «Динамо» Київ)
- 200?: Dynamo-NPU Kijów (ukr. ЖБК «Динамо-НПУ» Київ)

Klub koszykarski Dynamo Kijów został założony w Kijowie w 1929 roku. Najwyższe osiągnięcie w przedwojennych mistrzostwach ZSRR – 7. miejsce (1940). Klub osiągnął największy sukces w pierwszej powojennej dekadzie: mistrz ZSRR 1949, wicemistrz 1950, brązowy medalista 1945, zdobywca Pucharu ZSRR w 1950 i 1951, finalista Pucharu 1949 roku. W drugiej połowie lat 50. XX wieku zespół pokazywał coraz gorsze wyniki i spadł z Klasy A. Następnie, po powrocie do najwyższej ligi, klub był bliski nagród w 1965 roku, kiedy zajął 4. miejsce w mistrzostwach.
Po odzyskaniu niepodległości przez Ukrainę w 1992 zespół debiutował w Wyższej Lidze Ukrainy. Przez 5 kolejnych sezonów trwała hegemonia klubu w kobiecych rozgrywkach Wyższej Ligi. Potem dopiero w 2012, 2013 i 2015 zespół zdobywał tytuł mistrza Ukrainy.

## Sukcesy
- mistrz Ukrainy: 1992, 1993, 1994, 1995, 1996, 2012, 2013, 2015
- wicemistrz Ukrainy: 1992, 1993, 1994, 1995, 1996, 2012, 2013, 2015
- brązowy medalista mistrzostw Ukrainy: 1999
- zdobywca Pucharu Ronchetti: 1988
- finalista Euroligi kobiet: 1992

## Struktura klubu

### Stadion
Klub koszykarski rozgrywał swoje mecze domowe w hali Pałacu Sportu w Kijowie, który może pomieścić 6850 widzów. Również grał w hali Kompleksu Sportowego Meridian o pojemności 1500 widzów.